# Micronaclia simplex
Micronaclia simplex is een vlinder uit de familie spinneruilen (Erebidae), onderfamilie beervlinders (Arctiinae). De wetenschappelijke naam van de soort is voor het eerst geldig gepubliceerd in 1879 door Butler.
Deze nachtvlinder komt voor in tropisch Afrika.